# Peters-Sackflügelfledermaus
Die Peters-Sackflügelfledermaus (Balantiopteryx plicata) ist eine Fledermausart aus der Familie der Glattnasen-Freischwänze (Emballonuridae), welche in Zentralamerika beheimatet ist.

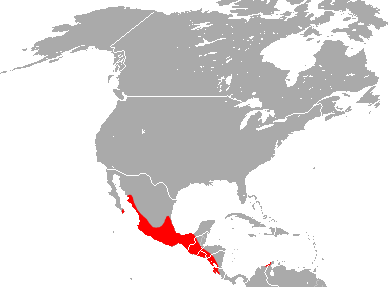
Verbreitungsgebiet von Balantiopteryx plicata

## Beschreibung
Die Peters-Sackflügelfledermaus gehört zu den Glattnasen-Freischwänzen, welche eine sackartige Struktur in der Flughaut besitzen. Diese befindet sich bei dieser Art in der Mitte zwischen dem Ober- und Unterarm. Die Peters-Sackflügelfledermaus ist mit einer Unterarmlänge von über 38 mm und einer Kopf-Rumpf-Länge von durchschnittlich 66,6 mm die größte Vertreterin der Gattung Balantiopteryx.
Die Fellfarbe variiert zwischen hellgrau und einem satten Braun, ist jedoch nie dunkelbraun. Die Flughaut weist einen weißen Rand zwischen dem Calcar und dem vierten Finger auf.
Die Farbe des Flügelsacks der Männchen variiert saisonal und kann sich mit dem Alter verändern. Bei ausgewachsenen Tieren ist der Sack hell und mit einer Flüssigkeit gefüllt, die wahrscheinlich zur Weibchenwerbung dienen. Bei Weibchen ist der Flügelsack nur rudimentär vorhanden. Männchen sind im Durchschnitt leichter (6,1 g) als Weibchen (7,1 g).

## Lebensweise
Die Peters-Sackflügelfledermaus lebt tagsüber in Kolonien von bis zu 2000 Tieren (durchschnittlich 25 Individuen) in hellen Höhlen, Minen, Baumlöchern, Gebäuden, unter Brücken und an Klippen. Die Kolonien bestehen sowohl aus Männchen als auch aus Weibchen, wobei der relative Anteil stark zwischen Kolonien und wahrscheinlich zwischen Jahreszeiten variieren kann. Anders als die meisten Fledermäuse halten die Tiere einen Abstand von etwa 20 cm zueinander einhalten. Der Hangplatz muss mindestens eine Luftfeuchtigkeit von 25 % aufweisen.
Die Peters-Sackflügelfledermaus ist ein strikter Insektenfresser, der sich opportunistisch von Mücken, Fliegen und kleinen Faltern ernährt. Während der Futtersuche legen die Tiere eine Distanz von bis zu 11 km zurück.
Als Räuber der Peters-Sackflügelfledermaus wurden Schleiereulen, Nasenbären, Zwerg-Fleckenskunks und Hauskatzen beobachtet.

## Fortpflanzung
Die Paarungssaison der Peters-Sackflügelfledermaus findet zwischen Januar und Februar statt, und Weibchen gebären jeweils ein einziges Jungtier Ende Juni bis Mitte Juli. Die Tragezeit von 4,5 Monaten fällt somit in die Trockenzeit. Die Jungen sind bei der Geburt bereits relativ gut entwickelt, können bereits ab einem Alter von zwei Wochen fliegen, werden aber neun Wochen lang gesäugt. In der ersten Woche nach der Geburt werden sie von der Mutter herumgetragen, während sie die darauffolgende Zeit im Hangplatz verbringen, während die Mutter nachts auf Futtersuche ist. Im Alter von 2–3 Monaten verlassen die Jungtiere die Kolonie.

## Verbreitung und Lebensraum
Die eters-Sackflügelfledermaus ist vom Westen Mexikos entlang der Pazifikküste bis Costa Rica verbreitet, wo sie bis zu einer Höhe von 1500 m ü. M vorkommt. Ihr Bestand wird von der International Union for Conservation of Nature (IUCN) dank der weiten Verbreitung und ihrem Vorkommen in geschützten Gebieten als ungefährdet eingestuft. Jedoch ist zu erwähnen, dass auch bei dieser Art die Zerstörung des Lebensraumes, insbesondere der Höhlen durch Vandalismus von zentraler Bedeutung ist.